# Liste des musées de Marseille
Marseille compte 26 musées, outre le Préau des Accoules, soit la ville française qui en compte le plus hors de Paris. Faute de personnel, ils sont rarement ouverts simultanément.

## Présentation
En 2013, à l'occasion de la Capitale européenne de la culture, huit nouveaux musées sont inaugurés, dont le MuCEM, musée national. Avec la rénovation du Palais Longchamp, la mairie de Marseille décide d'en faire le futur lieu des grandes expositions, qui avaient avant lieu à la Vieille Charité. Les quatre musées excentrés souffrent d'un déficit d'image et de problèmes d'accessibilité.

## Liste des musées
| Nom du musée                                                      | Commune                         | Adresse                            | Coordonnées                      | Thèmes                                                                         | Labels          | Dateouverture | Datefermeture | Fréq.            | Illustration    |
| ----------------------------------------------------------------- | ------------------------------- | ---------------------------------- | -------------------------------- | ------------------------------------------------------------------------------ | --------------- | ------------- | ------------- | ---------------- | --------------- |
| Musée des civilisations de l'Europe et de la Méditerranée (Mucem) | 2e arrondissement de Marseille  | J4                                 | 43° 10′ 27″ nord, 5° 12′ 51″ est | Art et traditions populaires, ethnologie de l'Europe et du monde méditerranéen | Musée national  | juin 2013     |               | 1 255 000 (2017) | Image manquante |
| Musée des beaux-arts de Marseille                                 | 4e arrondissement de Marseille  | Palais Longchamp                   | 43° 10′ 54″ nord, 5° 14′ 02″ est | Histoire                                                                       | Musée de France | 1801          |               |                  |                 |
| Muséum d'histoire naturelle de Marseille                          | 4e arrondissement de Marseille  | Boulevard Longchamp                | 43° 10′ 53″ nord, 5° 14′ 02″ est | Histoire naturelle                                                             | Musée de France | 1819          |               | 54 465 (2009)    |                 |
| Musée Cantini                                                     | 6e arrondissement de Marseille  | 19 rue Grignan                     | 43° 10′ 24″ nord, 5° 13′ 27″ est | Art moderne, période 1900-1980                                                 | Musée de France | 1936          |               | 76 298 (2009)    | Image manquante |
| Musée Grobet-Labadié                                              | 4e arrondissement de Marseille  | 140 boulevard Longchamp            | 43° 18′ 12″ nord, 5° 23′ 35″ est | Arts décoratifs et beaux-arts                                                  | Musée de France | 1925          |               |                  |                 |
| Musée des Arts décoratifs, de la Faïence et de la Mode            | 8e arrondissement de Marseille  | 134 avenue Clot-Bey                | 43° 15′ 24″ nord, 5° 22′ 57″ est | Arts décoratifs et mode                                                        | Musée de France | 2013          |               |                  |                 |
| Cabinet des Monnaies et Médailles                                 | 3e arrondissement de Marseille  | 10, rue Clovis-Hugues              | 43° 18′ 30″ nord, 5° 23′ 15″ est | Monnaies et médailles                                                          | Musée de France | 1796          |               |                  | Image manquante |
| Musée d'histoire de Marseille                                     | 1er arrondissement de Marseille | 2, rue Henri Barbusse              | 43° 17′ 51″ nord, 5° 22′ 27″ est | Archéologie et histoire de Marseille                                           | Musée de France | 1983          |               |                  |                 |
| Musée des docks romains                                           | 2e arrondissement de Marseille  | Place Vivaux                       | 43° 17′ 48″ nord, 5° 22′ 05″ est | Archéologie et antiquités                                                      | Musée de France | 1963          |               |                  |                 |
| Musée d'archéologie méditerranéenne                               | 2e arrondissement de Marseille  | 2 Rue de la Charité                | 43° 10′ 48″ nord, 5° 13′ 13″ est | Archéologie et antiquités                                                      | Musée de France | 1995          |               | 11 656 (2009)    |                 |
| Musée des arts africains, océaniens et amérindiens                | 2e arrondissement de Marseille  | 2 Rue de la Charité                | 43° 10′ 48″ nord, 5° 13′ 13″ est | Art africain, art amérindien et art océanien                                   | Musée de France | 1992          |               | 11 656 (2009)    |                 |
| Musée d'art contemporain de Marseille                             | 8e arrondissement de Marseille  | 69 rue de Haïfa                    | 43° 09′ 01″ nord, 5° 13′ 56″ est | Art contemporain                                                               | Musée de France | 1994          |               | 19 847 (2009)    | Image manquante |
| Frac Provence-Alpes-Côte d'Azur                                   | 2e arrondissement de Marseille  | 20 Boulevard de Dunkerque          | 43° 18′ 22″ nord, 5° 22′ 03″ est | Art contemporain                                                               |                 | 2013 (1982)   |               |                  | Image manquante |
| Musée de la Marine                                                | 1er arrondissement de Marseille | 9 rue de la Canebière              | 43° 10′ 29″ nord, 5° 13′ 23″ est | Marine                                                                         |                 | 1969 (1934)   |               |                  |                 |
| Château de la Buzine (musée du cinéma)                            | 11e arrondissement de Marseille | 56, traverse de la Buzine          | 43° 17′ 43″ nord, 5° 30′ 09″ est | Cinéma méditerranéen                                                           |                 | 2011          |               |                  |                 |
| Musée de Notre-Dame-de-la-Garde                                   | 6e arrondissement de Marseille  | Rue Fort du Sanctuaire             | 43° 17′ 02″ nord, 5° 22′ 17″ est | Histoire de Notre Dame de la Garde                                             |                 | 2013          |               |                  |                 |
| Mémorial de La Marseillaise                                       | 1er arrondissement de Marseille | 23 Rue Thubaneau                   | 43° 17′ 52″ nord, 5° 22′ 43″ est | Histoire                                                                       |                 | 2011          |               | 14 000 (2012)    | Image manquante |
| Musée Regards de Provence                                         | 2e arrondissement de Marseille  | Allée Regards de Provence          | 43° 17′ 52″ nord, 5° 21′ 48″ est | Art provençal                                                                  |                 | 2013          |               |                  |                 |
| Musée de la Moto                                                  | 13e arrondissement de Marseille | 18 traverse Saint-Paul             | 43° 19′ 40″ nord, 5° 24′ 14″ est | Moto                                                                           |                 | 1989          |               |                  | Image manquante |
| Musée du Terroir Marseillais                                      | 13e arrondissement de Marseille | 5 place des héros, Château-Gombert | 43° 21′ 08″ nord, 5° 26′ 20″ est | Arts et traditions populaires                                                  |                 | 1927          |               |                  |                 |
| Musée du santon Marcel Carbonel                                   | 7e arrondissement de Marseille  | 49 rue Neuve Sainte-Catherine      | 43° 17′ 30″ nord, 5° 22′ 02″ est | Santons                                                                        |                 | 1997          |               |                  |                 |
| Mémorial des camps de la mort                                     | 2e arrondissement de Marseille  | quai Louis Brauquier               | 43° 17′ 43″ nord, 5° 21′ 45″ est | Seconde Guerre mondiale                                                        |                 | 1995          |               |                  | Image manquante |
| MuSaMa - Musée du Savon de Marseille                              | 1er arrondissement de Marseille | 1 rue Henri Fiocca                 | 43° 17′ 39″ nord, 5° 24′ 04″ est | Savon de Marseille                                                             |                 | 2018          |               |                  | Image manquante |

## Anciens musées
- Galerie des Transports (fermé après la réouverture du tramway)
- Musée du Vieux Marseille (collections transférées au Musée d'histoire de Marseille)
- Musée de la Faïence (collections transférées en 2013 au Musée des Arts décoratifs, de la Faïence et de la Mode.)
- Mémorial national de la France d'outre-mer (projet abandonné)
- Fondation Monticelli (fermé en 2015)